# Martin Demic
Martin Demic (* 9. August 1992 in Wien) ist ein österreichischer Fußballspieler.

## Karriere
Demic begann seine Vereinskarriere als Fußballspieler im Jahre 1999 Nußdorfer AC und wechselte nur ein Jahr später zum First Vienna FC 1894, von dem er 2007 in die Jugend des FK Austria Wien kam. Im August 2010 debütierte er für die Amateurmannschaft der Austria in der Regionalliga, als er am zweiten Spieltag der Saison 2010/11 gegen den SV Horn in der Nachspielzeit für Martin Harrer eingewechselt wurde. Für die Profimannschaft absolvierte er im Herbst 2010 drei Freundschaftsspiele, in denen er insgesamt zwei Tore erzielte.
Nach der Saison 2011/12 verließ er die Austria. Im Jänner 2013 schloss Demic sich dem Floridsdorfer AC an. Mit dem FAC konnte er 2014 in den Profifußball aufsteigen. Sein Debüt in der zweiten Liga gab er im Juli 2014, als er am ersten Spieltag der Saison 2014/15 gegen den SC Austria Lustenau in der 61. Minute für Patrick Haas eingewechselt wurde. Nach seiner Zeit bei Floridsdorf war er im Juni 2015 ein Testspieler bei SV Austria Salzburg, wurde jedoch nicht unter Vertrag genommen und nahm in weiterer Folge am „AMS-Camp“ der vertragslosen Fußballspieler teil.
Zur Saison 2015/16 wechselte Demic zum Regionalligisten ASK Ebreichsdorf. Nach 22 Regionalligapartien für Ebreichsdorf schloss Demic sich im Sommer 2016 dem Landesligisten SV Leobendorf an, bei dem er in seiner ersten Saison auf zwölf Tore in 28 Ligapartien kam. Mit der Mannschaft wurde er hinter dem ASK-BSC Bruck/Leitha Vizemeister und verpasste nur knapp den Aufstieg in die Regionalliga Ost, der schließlich in der darauffolgenden Spielzeit mit dem Erreichen des Meistertitels gelang. In dieser Saison war Demic in 29 Meisterschaftsspielen aktiv und erzielte sieben Tore. In der Sommerpause vor der Saison 2018/19 ging es für ihn weiter zum First Vienna FC 1894, der mittlerweile in den unterklassigen Amateurbereich zwangsabgestiegen war. Mit seinen 16 Treffern bei 27 Einsätzen hatte er maßgeblichen Anteil am Meistertitel, den die Vienna am Ende der Saison erreichte. Hinter Mensur Kurtiši (35 Tore) und Patricio Paredes (25 Tore) war er der Vienna-Spieler mit den drittmeisten Toren in dieser Spielzeit und rangierte in der ligaweiten Torschützenliste unter den Top 10. Beim anlässlich des 125-jährigen Bestehens der Vienna ausgetragenen Freundschaftsspiels gegen Union Berlin, zog sich Demic einen Kreuzbandriss zu und musste in der Privatklinik Döbling operiert werden. In den beiden nachfolgenden Spielzeiten, die vor allem von der COVID-19-Pandemie geprägt waren, kam Demic in keinen Pflichtspielen der Vienna zum Einsatz. 2020/21 hatte sich das Team den Meistertitel in der Wiener Stadtliga und damit den Aufstieg in die drittklassige Regionalliga Ost gesichert.
Im Sommer 2021 wechselte er in die fünftklassige 2. Landesliga Ost zum dort am Spielbetrieb teilnehmenden SV Stockerau, bei dem er es auf 20 Meisterschaftseinsätze und fünf -tore brachte. In der nachfolgenden Spielzeit 2022/23 kam er in 18 Partien zum Einsatz und erzielte abermals fünf Treffer. Zuletzt laborierte Demic, der bei den Stockerauern als Spielmacher galt, an einer Muskelverletzung, durch die er verletzungsbedingt zahlreiche Spiele verpasste. Nach zwei Spielzeiten in Stockerau wechselte er in die Wiener Stadtliga zum SV Schwechat, bei dem er bis zur Winterpause (Stand: 24. November 2023) in elf Ligaspielen einmal zum Torerfolg gekommen war.
Seit Mai 2023 verfügt Demic über die ÖFB-D-Trainerlizenz. Davor war er unter anderem um das Jahr 2013 Torwarttrainer im Nachwuchs des FAC und um das Jahr 2021 in ähnlicher Funktion in der Jugend der Vienna tätig.

## Privates
Seit zumindest März 2016 ist Demic als Risk Manager bei der Uniqa Insurance Group angestellt.